# Arp 57
Arp 57 ist eine Spiralgalaxie im Sternbild Haar der Berenike, welche etwa 806 Millionen Lichtjahre von der Milchstraße entfernt ist, die am Ende eines ihrer Spiralarme mit einem kleineren Objekt hoher Flächenhelligkeit (VV 289b) interagiert (Arp 57). Die Galaxie scheint außerdem mit einer kleineren Begleitgalaxie (MCG+03-34-13) zu interagieren.
Halton Arp gliederte seinen Katalog ungewöhnlicher Galaxien nach rein morphologischen Kriterien in Gruppen. Diese Galaxie gehört zu der Klasse Spiralgalaxien mit einem kleinen Begleiter hoher Flächenhelligkeit auf einem Arm.